# Tweede Kamerverkiezingen 1994/Kandidatenlijst/RPF
Dit is de kandidatenlijst voor de Tweede Kamerverkiezingen 1994 van de RPF. De partij had een lijstverbinding met de SGP en het GPV.

## De lijst
- vet: verkozen
- schuin: voorkeurdrempel overschreden

1. Leen van Dijke - 135.841 stemmen
2. André Rouvoet - 2.403
3. Dick Stellingwerf - 2.113
4. Roel Kuiper - 510
5. Alie Hoek-van Kooten - 5.210
6. J.H. ten Hove - 853
7. S.O. Voogt - 494
8. W.G. Rietkerk - 689
9. Rijk van Dam - 251
10. Johan Frinsel - 1.618
11. A. de Graaf - 292
12. Albert de Boer - 396
13. Paul Blokhuis - 182
14. Henk Jochemsen - 117
15. Meindert Leerling - 1.589
16. Egbert Schuurman - 354
17. Ad de Boer - 148
18. N.C. van Velzen - 255
19. Jitze Warris - 138
20. J. Pot - 82

## Regionale kandidaten
De plaatsen 21 t/m 30 op de lijst waren per kieskring verschillend ingevuld.

### Groningen
1. J. Hilverts - 32
2. P. Brouwer - 13
3. H.S. Roelfsema - 32
4. D. Bron - 19
5. G.H. Haan - 48
6. J. de Jong-Wiersma - 11
7. L. Allersma - 15
8. M. Munneke-Brouwer - 11
9. H. Bos - 7
10. K.A. Mol - 26

### Leeuwarden
1. R. Schoorstra - 54
2. H. Bergsma - 133
3. Rein Ferwerda - 138
4. T.A. de Boer-Rottiné - 49
5. W. Meijer - 33
6. S.J. Boorsma - 48
7. A. Huisman - 11
8. K. Kerkstra - 30
9. R. Bil - 84
10. J. Hoekman - 41

### Assen
1. Alex Langius - 20
2. H. Madern - 8
3. A. Wendt - 28
4. A. Ensing - 18
5. J.W. Braam - 29
6. T. Uuldriks - 3
7. J. Schokker - 16
8. L. van der Lei - 36
9. D. Janssen - 21
10. H.A. Bosma-Stoter - 20

### Zwolle
1. R. Breman - 79[1]
2. F.J. Nieuwenhuis - 156
3. G.H. Verwoerd - 68
4. J. Holland - 107
5. G.J. Lingeman - 79
6. H. Jansen Dzn. - 33
7. G.J. Kroeze - 83
8. G. Reuvers - 66
9. J. van de Riet - 65
10. R. van der Stouwe - 56

### Lelystad
1. Willem Baarsen - 203
2. Atie van Geest-Groothuis - 3[2]
3. B. Huijgen - 21
4. A. Kadijk - 24
5. A. Kok - 31
6. G. Nentjes - 44
7. A. Noorloos - 47
8. R. Rorije - 36
9. Dick Schutte - 8[3]
10. H. Witteveen - 11

### Nijmegen, Arnhem
1. Wil Hendriks - 91[4]
2. Atie van Geest-Groothuis - 105[2]
3. Dick Schutte - 206[3]
4. Willem Nuis - 106[5]
5. J. Bouwmeester - 23
6. H. Geurts - 55
7. C. Houweling - 84
8. F.A. de Lange - 50
9. M.P. Vermeulen - 45
10. A. van de Woestijne - 145

### Utrecht, Maastricht
1. L.M.I. Vermaat-Beenhakker - 17
2. Peter van Dalen - 24
3. Marianne Verhage-van Kooten - 15[6]
4. Wil Hendriks - 14[4]
5. Atie van Geest-Groothuis - 3[2]
6. Dick Schutte - 19[3]
7. R. Breman - 3[1]
8. Cor de Jonge - 11[7]
9. Willem Nuis - 11[5]
10. A.H. de Jongh - 22[8]

### Amsterdam, Haarlem, Den Helder
1. G. Kramer - 17
2. Marianne Verhage-van Kooten - 34[6]
3. Pieter Jong - 165
4. H. Vos - 77
5. C. Kruijmer - 43
6. J.A. Hekstra - 35
7. T.J. Vreugdenhil - 44
8. A.R. Asma - 19
9. B.G. van Ruiswijk - 11
10. T. de Geus - 81

### Den Haag, Rotterdam, Dordrecht, Leiden
1. A.H. de Jongh - 22[8]
2. Cor de Jonge - 102[7]
3. A.W. van Dijk - 76
4. A. van Oortmerssen - 15
5. K. Senneker - 33
6. Tom Viezee - 132
7. B. Geleijnse - 52
8. Cor Hameeteman - 54
9. P.D. Jonker - 44
10. C.A. Mensinga - 111

### Middelburg
1. P. van Belzen - 20
2. Henk Visser - 21
3. Theo van Bennekom - 48
4. J.A. van den Berge - 9
5. J. de Bruijne - 18
6. L.M. Luitwieler - 9
7. C.J. Leunis - 70
8. A.W. Maris - 28
9. W. Mol - 4
10. T. Elzinga - 8

### Tilburg, Den Bosch
1. W.Th. Baan - 22
2. P.J.A. Burghout-van den Heuvel - 35
3. A. Hollemans - 19
4. H. van Kamp - 34
5. D.J. Kleingeld - 41
6. M. van Langevelde - 22
7. J.S. van der Ploeg - 25
8. N.Th. Schipper - 51
9. R.H.G.M. Sonnemans - 80
10. Z. van Pelt - 39

CDA · PvdA · VVD · D66 · GroenLinks · SGP · GPV · RPF · Centrumdemocraten · De Nieuwe Partij · PSP'92 · SP · SAP · Natuurwetpartij · PMR · Unie 55+ · SBP · AOV · CP'86 · Libertarische Partij · De Groenen · Vrije Indische Partij · NCPN · ADP · Solidair '93 · Patriottisch Democratisch Appèl
1977 · 1981 · 1982 · 1986 · 1989 · 1994 · 1998